# Ingelheimer Dünen und Sande
Koordinaten: 49° 59′ 6″ N, 8° 2′ 18″ O

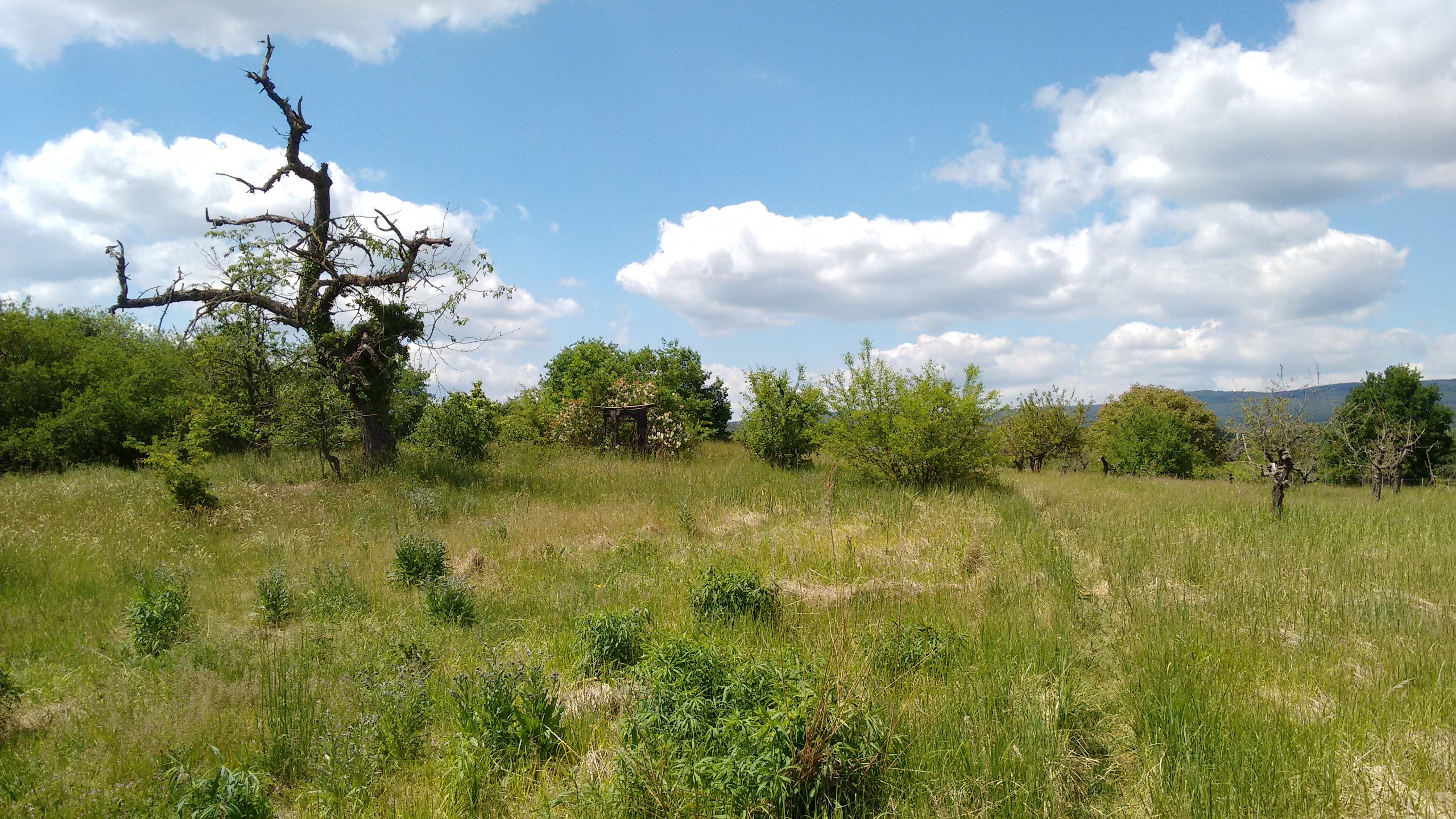
Naturschutzgebiet Ingelheimer Dünen und Sande (Mai 2015)

Das Naturschutzgebiet Ingelheimer Dünen und Sande liegt auf dem Gebiet des Landkreises Mainz-Bingen in Rheinland-Pfalz. Das 101,86 ha große Naturschutzgebiet, das mit Verordnung vom 30. Juni 2003 unter Naturschutz gestellt wurde, erstreckt sich in der Stadt Ingelheim am Rhein nördlich und südlich der A 60.